# Casa taller museu Plantin-Moretus
El Museu Plantin-Moretus (Plantin-Moretusmuseum) és un museu dedicat a la impremta belga fundada i dirigida al segle xvi per Christophe Plantin. L'activitat va ser continuada pels seus descendents, entre ells el seu gendre Jan Moretus. El museu està situat a la plaça Vrijdagmarkt d'Anvers.
El 1876, Edouard Moretus vengué la impremta i tot el seu equip a la ciutat d'Anvers. Des d'un any més tard, el 1877, és possible visitar la impremta i la casa adjacent. Aquest conjunt és l'única impremta renaixentista i barroca que es conserva a Europa. El 2002, el museu fou proposat per a la seva inclusió a la Llista del Patrimoni Mundial de la UNESCO, on fou registrat l'any 2005. És el primer museu que s'ha registrat en aquesta llista.